# نيستور غارسيا
نيستور غارسيا (بالإسبانية: Néstor García)‏ هو منافس ألعاب قوى أوروغواياني، ولد في 6 يوليو 1975.

## وصلات خارجية
- نيستور غارسيا على موقع الاتحاد الدولي لألعاب القوى (الإنجليزية)
- نيستور غارسيا على موقع رابطة إحصائيات سباق الطريق (الإنجليزية)
- نيستور غارسيا على موقع أوليمبيديا (الإنجليزية)